# 帕克伍德 (加利福尼亞州)
帕克伍德（英語：Parkwood）是位於美國加利福尼亞州馬德拉縣的一個人口普查指定地區。

## 地理
帕克伍德的座標為36°55′37″N 120°02′41″W / 36.92694°N 120.04472°W，而該地最高點為海拔高度80米（即262英尺）。

## 人口
根據2010年美國人口普查的數據，帕克伍德的面積為1.807平方千米，均為陸地。當地共有人口2268人，而人口密度為每平方千米1,255人。